# Conservatoire national supérieur de musique et de danse de Paris
Il Conservatoire national supérieur de musique et de danse de Paris (CNSMDP, in italiano Conservatorio nazionale superiore di musica e di danza di Parigi), noto più semplicemente come Conservatoire de Paris, è uno storico conservatorio parigino. Trova le sue origini nel Conservatoire de musique fondato il 3 agosto 1795 dalla Convenzione Nazionale. È stato ed è tutt'oggi un punto cardine della musica classica francese ed europea.

## Localizzazione
Il conservatorio si affaccia sulla Piazza della fontana dei due leoni, nel quartiere di Pont-de-Flandre, 19° arrondissement, all'estremità sud-est del Parc de la Villette. Nei pressi  si trova la fermata del Metro Porte de Pantin.

## Insegnamento
Il conservatorio propone un insegnamento destinato ai professionisti. Si accede tramite concorso. Il titolo è equipollente al titolo di laurea francese.

## Discipline insegnate
- discipline vocali
- musicologia e analisi
- discipline teoriche e direzione d'orchestra
- discipline strumentali classiche e contemporanee
- musica antica
- jazz e improvvisazione
- formazione all'insegnamento
- formazione ai mestieri del suono
- acustica musicale
- discipline coreografiche

## Collocazione
Il conservatorio si trova all'interno del Parc de la Villette, in prossimità della Cité de la musique.